# Milly Clegg
Emily Louise Foy Clegg (* 1. November 2005 in Auckland) ist eine neuseeländische Fußballspielerin.

## Karriere

### Vereine
Clegg begann für den in ihrem Geburtsort ansässigen Auckland United FC mit dem Fußballspielen.
Nach Wellington gelangt, gehörte sie ab November 2022 Wellington Phoenix an, für den Verein sie in der Saison 2022/23 in der A-League Women, der höchsten Spielklasse im neuseeländischen Frauenfußball, in 16 Punktspielen zum Einsatz kam. Ihr Debüt gab sie zum Saisonstart am 20. November 2022 bei der 1:4-Niederlage im Heimspiel gegen Melbourne City mit Einwechslung für Alyssa Whinham in der 66. Minute. Ihre ersten beiden von vier Saisontoren erzielte sie am 28. März 2023 (7. Spieltag) beim 3:1-Sieg im Auswärtsspiel gegen Adelaide United mit den Treffern zum 2:1 und 3:1 in der 75. Minute und in der Nachspielzeit.
In der Saison 2023/24 gehörte sie dem Ligakonkurrenten Western Sydney Wanderers an, für den sie – verletzungsbedingt – lediglich ein Punktspiel bestritt; beim 1:1-Unentschieden im Auswärtsspiel gegen die Newcastle United Jets am 5. November 2023.
Zur seit März laufenden Spielzeit 2024 wurde sie vom US-amerikanischen Erstligisten Racing Louisville FC verpflichtet.

### Nationalmannschaft
Bevor sie für die U17-Nationalmannschaft an der Weltmeisterschaft 2022 in Indien in drei Spielen der Gruppe B im Oktober zum Einsatz kam und zudem auch die einzigen beiden Tore ihrer Mannschaft erzielte, gehörte sie zwei Monate zuvor dem Kader für die U20-Weltmeisterschaft in Costa Rica an. Sie wurde in allen drei Spielen der Gruppe B eingesetzt und erzielte im letzten, beim 2:2-Unentschieden gegen die U20-Nationalmannschaft Kolumbiens, mit dem Treffer zur 1:0-Führung in der dritten Minute ihr erstes Länderspieltor überhaupt.
Für die A-Nationalmannschaft kam sie im Jahr 2023 in vier in Freundschaft ausgetragenen Länderspielen zum Einsatz. Ihr Debüt erfolgte am 7. April in Mardan beim 1:1-Unentschieden gegen die Nationalmannschaft Islands mit Einwechslung für Jacqui Hand in der 87. Minute. Kurz darauf wurde sie in den Kader für die Weltmeisterschaft 2023 berufen, wurde im Turnier jedoch nicht eingesetzt.
Im Jahr 2024 bestritt sie drei Freundschaftsspiele, wobei ihr im zweiten, am 3. Juni 2024 in Murcia, bei der 1:4-Niederlage gegen die Nationalmannschaft Japans mit dem Treffer zur 1:0-Führung in der 22. Minute ihr erstes A-Länderspieltor gelang. Mit der Mannschaft nahm sie ferner am olympischen Fußballturnier 2024 teil und bestritt alle drei Spiele der Gruppe A.
Gegenwärtig nimmt sie – aufgrund ihres Alters – ein zweites Mal an einer U20-Weltmeisterschaft teil; in Kolumbien kam sie bereits im ersten Spiel der Gruppe E, bei der 0:7-Niederlage gegen die Nationalmannschaft Japans zum Einsatz.